# Акагі-Мару
Акагі-Мару (Akagi Maru) — судно, яке під час Другої світової війни було переобладнане у допоміжний крейсер та взяло участь у операціях японських збройних сил біля східного узбережжя Японського архіпелагу, на Курильських островах та у Мікронезії.

## Передвоєнна історія
Акагі-Мару спорудили вантажне судно в 1936 році на верфі Mitsubishi Dockyard & Engineering Works у Нагасакі на замовлення компанії Nippon Yusen Kaisha.
Первісно судно поставили на лінію з Йокогами до Ліверпулю та Гамбургу, а після початку війни в Європі перевели на рейси до Центральної та Південної Америки.
23 листопада 1941-го Акагі-Мару реквізували для потреб Імперського флоту Японії. Завдяки його високій швидкості судно призначили для переобладнання в допоміжний легкий крейсер, який, за зразком німецьких рейдерів, міг би діяти на віддалених комунікаціях ворога. До 30 грудня судно пройшло в Осаці відповідну модернізацію, під час якої його озброїли п'ятьма 152-мм гарматами, однією 76-мм зенітною гарматою та двома 7,7-мм зенітними кулеметами (у березні 1943-го його також обладнали 25-мм зенітним автоматом).
Наприкінці січня 1942-го Айкоку-Мару включили до 22-ї дивізії крейсерів. Втім, корабель так ніколи й не вийшов на комунікації ворога, а виконував патрульні та транспортні функції.

## Служба у 1942—1943 роках
Майже два роки Акагі-Мару несло патрульну службу біля східного узбережжя Японського архіпелагу, багаторазово відвідуючи при цьому порти Йокосука (Токійська затока острова Хонсю), Кусіро та Аккесі (обидва на острові Хоккайдо). З осені 1943-го до цього списку також додалась військово-морська база Омінато (північне завершення Хонсю).
1 травня 1942-го Акагі-Мару надало допомогу патрульному човну Ебісу-Мару № 5 (Ebisu Maru No. 5), пошкодженому артилерійським вогнем американського підводного човна USS Silversides за тисячу кілометрів на схід від Токіо (у підсумку Ебісу-Мару № 5 буде потоплене ворожою патрульною авіацією навесні 1944-го).
У березні 1943-го корабель здійснив рейс до Парамуширу (Курильські острови), куди доправив військовослужбовців 5-го окремого змішаного полку та 18 танків Тип 95.
У травні 1943-го американці розпочали операцію з повернення під свій контроль кількох островів Алеутського архіпелагу, які за рік до того захопив ворог. Японське командування почало приділяти більше уваги цьому напрямку і, як наслідок, наприкінці травня 1943-го Акагі-Мару знову прибув на Парамушир та до 20 липня перебував тут. Цього разу для підтримки патрульних операцій його обладнали трьома гідролітаками Mitsubishi F1M2 «Pete».

## Рейси на Вейк
У грудні 1943-го Акагі-Мару залучили до підсилення гарнізону острова Вейк (північно-східна Мікронезія). Корабель прийняв на борт майже 1200 військовослужбовців 5-го окремого змішаного полку та 16-го танкового полку, а також 18 танків Тип 95 та 6 75-мм гармат. 24 грудня Акагі-Мару вирушив з порту Уджина (наразі частина Хіросіми) та 1 січня прибув до пункту призначення (при цьому він став останнім японським надводним кораблем, що досягнув Вейку у Другій світовій). 9 січня Акагі-Мару повернувся до Японії.
15 січня 1944-го Акагі-Мару вийшов з Уджини у другий рейс до Вейку, маючи на борту майже п'ять сотень представників будівельного та медичного персоналу, а також 6 75-мм гармат. Наступної доби при виході з протоки Бунго (розділяє острови Кюсю та Сікоку) підводний човен уразив торпедами один із двох есмінців ескорту, що примусило перервати похід та зайти до порту Саєкі (північно-східне узбережжя Кюсю).

## Останній рейс
25 січня 1944-го Акагі-Мару вийшов з Татеями у складі конвою на атол Трук у центральній частині Каролінських островів (тут ще до війни створили потужну базу японського ВМФ, з якої до лютого 1944-го провадились операції в низці архіпелагів). 1 лютого конвой, який напередодні втратив від атаки підводного човна один з транспортів, прибув до пункту призначення.
17 лютого 1944-го по Труку вдарило американське авіаносне угруповання (операція «Хейлстоун»), яке змогло знищити кілька бойових кораблів та близько трьох десятків інших суден. Вночі цієї доби, безпосередньо перед початком атаки, з Труку рушив конвой № 4215, до якого увійшов і «Акагі-Мару», що мав на борту понад шість сотень осіб, які підлягали евакуації. Конвой став ціллю для американської авіації і під час другої атаки «Акагі-Мару» був уражений 224-кг бомбою та зазнав значних пошкоджень. Ще за пів години в корабель влучила друга така ж бомба, яка спричинила загоряння палива. Менш ніж за годину в черговій атаці «Акагі-Мару» поцілили третьою бомбою і він втратив хід. Тим часом пожежа досягла амуніції і після кількох сильних вибухів віддали наказ полишити корабель, причому більшість уцілілих прийняв навчальний крейсер «Каторі». За п'ять з половиною годин після першої атаки «Акагі-Мару» добив один з японських кораблів. Що стосується «Каторі», то його невдовзі потопив лінкор USS Iowa. При розгромі конвою загинула велика кількість японців, зокрема 1300 осіб, що були на «Акагі-Мару» (з них майже вісім сотень належали до екіпажу).